# 伊豆東部火山群

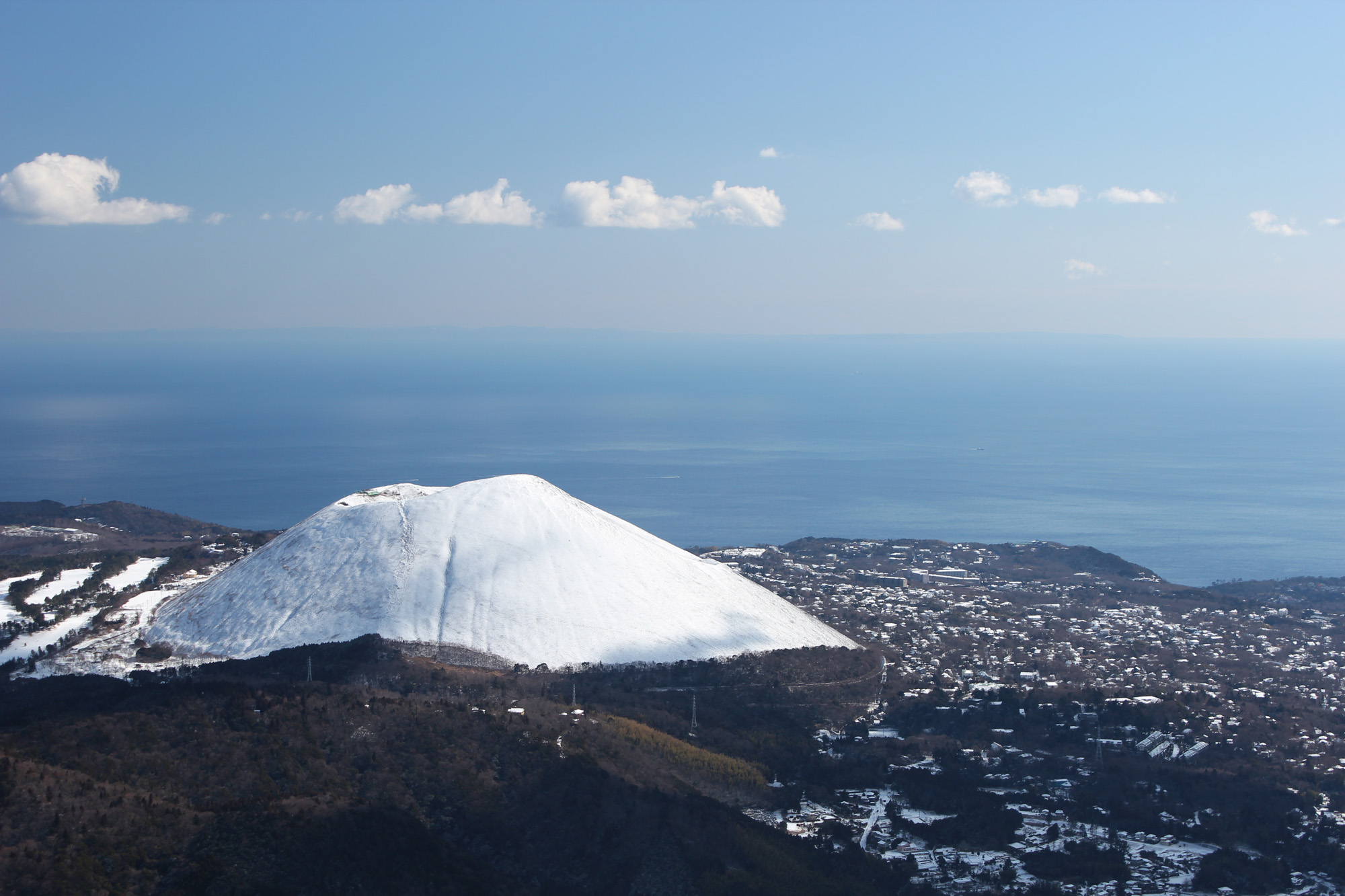
本火山群を代表する大室山スコリア丘。国の天然記念物。

伊豆東部火山群（いずとうぶかざんぐん）は、伊豆半島の東部にある火山及び東方沖の海底火山からなる単成火山群である。

## 概要

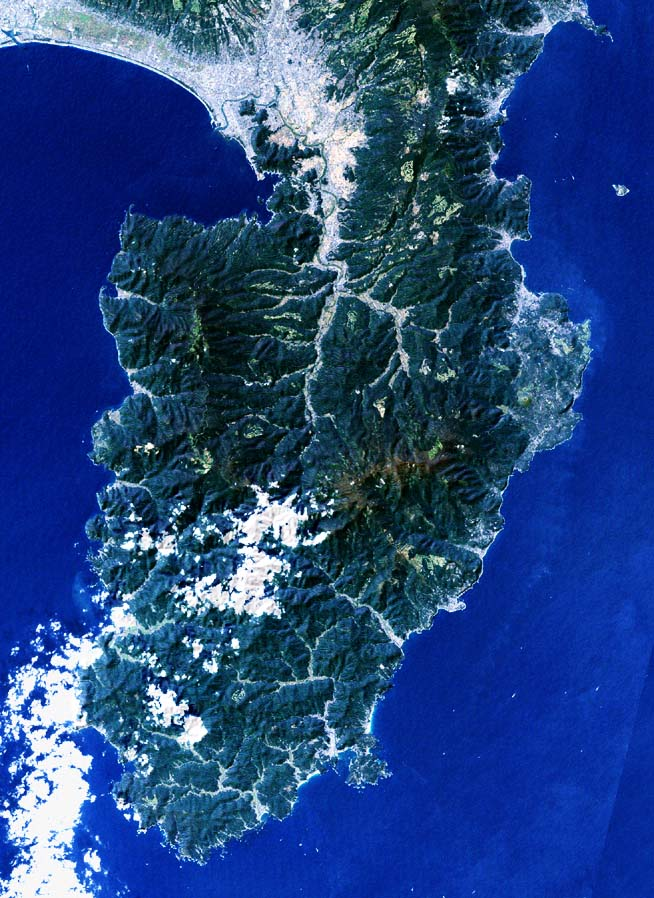
伊豆半島のランドサット衛星写真。
スペースシャトル標高データ使用。

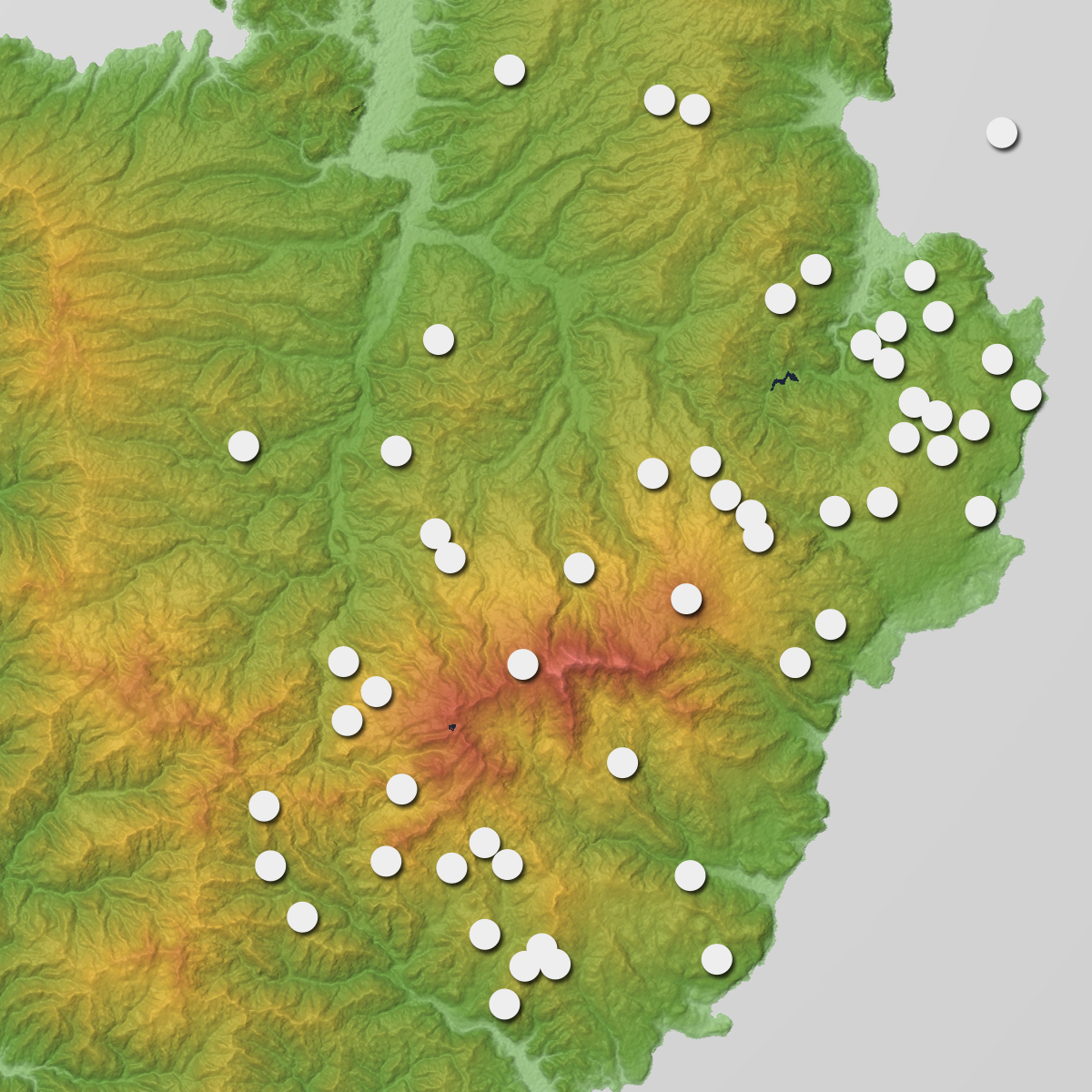
伊豆東部火山群の分布。GIF版
ただし、最新の噴火である手石海丘以外の海底火山は記載していない。中央下の山塊は天城火山。

伊豆半島の大地の基盤となる大型の複成火山13峰の活動が約20万年前に終了し、15万年前以降になると東部でスコリア丘・溶岩ドーム・爆裂火口などの単成火山が噴火するようになった。火山群を構成する単成火山の数は陸上部分だけで60以上にもなるが、同一の「噴火割れ目」上で同時に形成された火山もあるため、噴火の回数は40回程度である。本火山群は天城火山が活動を終えたあとに始まった火山活動であり、皮子平火口のように天城山の山腹に形成されることもある。
約2700年の間、火山活動がなかったが、1989年の伊豆半島東方沖で起きた群発地震の際に、伊東市の東方沖わずか3kmの海底で有史以来の噴火を起こし、噴火地点は手石海丘と命名された。

## 成因
フィリピン海プレートに載った伊豆の地殻は、本州側プレートとの衝突により大きな圧縮力を受け、東西に引き伸ばされている。このような場所は地下の岩石に割れ目ができやすく、マグマがたやすく上昇できるために火山が生まれる。この場合マグマが上がってきやすい割れ目が多数あるため、マグマは一度噴火して冷え固まってしまった火道を再使用する必要がなく、噴火のたびに異なる場所から噴火を引き起こす。これにより単成火山群が形成される。
なお、火山群のある地域、特に伊東市東部とその沖合いでは、マグマの岩脈貫入が原因とされる群発地震がしばしば発生する（伊豆半島東方沖地震など）。

## 観光
伊豆半島有数の観光地である伊東市の伊豆高原一帯は本火山群、特に大室山が噴出した溶岩流に覆われたなだらかな地形の上に発展している。この大室山は定期的な山焼きのために山体の形状が明瞭で伊東市のシンボル的な存在となっている。日本におけるスコリア丘の典型例として紹介されることもある。爆裂火口に水が溜まった火口湖の一碧湖は静かな観光スポットとなっている。名勝浄蓮の滝や万城の滝、河津七滝も本火山群の影響によって生み出されたもので、多くの観光客を集めている。
このように伊豆東部火山群の活動によって、半島に多くの地形が生み出され、伊豆半島ジオパークの指定地となっている。

## 主な火山と地形
下記の表で取り上げたものは地形の起伏が比較的に明瞭なものであり、これら以外にも多くの火山がある。
- 画像の列のソートボタンで元の順序に戻る。

| 画像            | 名称                            | 種類            | 岩石           | 標高          | 形成時期      | 自治体          | 地図                                   | 備考 |
| --------------- | ------------------------------- | --------------- | -------------- | ------------- | ------------- | --------------- | -------------------------------------- | --- |
| 01              | 大室山 おおむろやま             | スコリア丘      | 玄武岩質安山岩 | 580m          | 4000年前      | 伊東市          | 北緯34度54分11秒 東経139度5分40秒      | 国の天然記念物。北東麓に岩室山溶岩ドーム（北緯34度54分26.2秒 東経139度6分2.3秒 / 北緯34.907278度 東経139.100639度）、南に森山溶岩ドーム（北緯34度53分50.9秒 東経139度5分37.6秒 / 北緯34.897472度 東経139.093778度）を形成。溶岩流が城ヶ崎海岸をつくる。観光リフトあり。 |
| 02              | 城ヶ崎海岸 じょうがさきかいがん | 溶岩流          | 玄武岩質安山岩 | -             | 4000年前      | 伊東市          | 北緯34度53分24秒 東経139度8分19秒      | 主に大室山の活動によって形成、ポットホール、遊歩道あり。 |
| 03              | 小室山 こむろやま               | スコリア丘      | 玄武岩質安山岩 | 321m          | 1万6000年前   | 伊東市          | 北緯34度56分23秒 東経139度7分53秒      | 大室山を上回るマグマ噴出量 (0.21km3)。かつては南北に連なる2つのスコリア丘と考えられていた。北側は溶岩の流出口に栓をしたもの。写真右のピークに観光リフトあり。 |
| 04              | 遠笠山 とおがさやま             | スコリア丘      | 玄武岩質安山岩 | 1197m         | 14万1500年前  | 伊豆市 東伊豆町 | 北緯34度52分43秒 東経139度1分57秒      | かつては天城火山の一部と考えられていた。また、火山群最古の活動と考えられていたが研究が進み、船原火山が最古となった。未舗装道路あり。 |
| 05              | 伊雄山 いおやま                 | スコリア丘      | 玄武岩質安山岩 | 459m          | 2700年前      | 伊東市          | 北緯34度52分17秒 東経139度4分47秒      | 登山道あり。 |
| 左のピーク      | 矢筈山 やはずやま               | 溶岩ドーム      | 流紋岩         | 816m          | 2700年前      | 伊東市          | 北緯34度53分41秒 東経139度3分26秒      | 登山道あり。なお、頂上には冬季にわずかに温かさを感じられる程度の温風口があるがこれはマグマの影響ではない。 |
| 右のピーク      | 孔ノ山 あなのやま               | 溶岩ドーム      | 流紋岩         | 660m          | 2700年前      | 伊東市          | 北緯34度54分0秒 東経139度3分14秒       | |
| 08              | 岩ノ山 いわのやま               | 溶岩ドーム      | 流紋岩         | 602m          | 2700年前      | 伊豆市          | 北緯34度54分46秒 東経139度2分21秒      | 岩山とも称する。 |
| 09              | 一碧湖 いっぺきこ               | マール          |                | 湖面標高 185m | 10万年前      | 伊東市          | 北緯34度55分46秒 東経139度6分19秒      | 遊歩道あり。 |
| 10              | 沼池 ぬまいけ                   | マール          |                | 湖面標高 185m | 10万年前      | 伊東市          | 北緯34度55分34秒 東経139度6分43秒      | 一碧湖と繋がっている。湖面自体は小さいが火口の規模は一碧湖並み。かつては東大池の火山名で表記されていた。 |
| 11              | 梅木平 うめのきだいら           | タフリング      |                | 297m          | 10万年前      | 伊東市          | 北緯34度55分19秒 東経139度7分29秒      | 火口内に地久保火山のスコリア丘が形成されている。 |
| 12              | 台ノ山 だいのやま               | 溶岩ドーム      | 安山岩         | 360m          | 4400年前      | 伊東市          | 北緯34度54分9秒 東経139度4分54秒       | |
| 13              | 地久保 ちくぼ                   | スコリア丘      | 玄武岩質安山岩 | 約240m        | 3万7500年前   | 伊東市          | 北緯34度55分27秒 東経139度7分25秒      | 梅木平火山の中心付近に形成されたもの。かつては梅木平火山の中央火口丘と考えられていた。 |
| 稜線左の高まり  | 高室山 たかむろやま             | スコリア丘      |                | 310m          | 9万1000年前   | 伊東市          | 北緯34度55分01秒 東経139度6分54秒      | かつてはタフリングと考えられていた。 |
| 15              | 川奈南 かわなみなみ             | スコリア丘      | 玄武岩質安山岩 | 110m          | 3万2500年前   | 伊東市          | 北緯34度55分52秒 東経139度8分28秒      | 川奈ホテルゴルフコース内。 |
| 海上保安庁撮影  | 手石海丘 ていしかいきゅう       | 海底火山 マール | 玄武岩         | 海面下81m     | 1989年7月13日 | 伊東市沖        | 北緯34度59分36秒 東経139度7分48秒      | 最新の火山。噴火が映像として記録された、海上保安庁撮影の映像 |
| 17              | 稲取 いなとり                   | スコリア丘      | 玄武岩         | 296m          | 1万9000年前   | 東伊豆町        | 北緯34度47分14.6秒 東経139度2分38秒    | 稲取火山列（川久保川，堰口，稲取）の一つ。半分に割れているスコリア丘。 |
| 18              | 鉢ノ山 はちのやま               | スコリア丘      | 玄武岩         | 619m          | 3万4000年前   | 河津町          | 北緯34度47分33秒 東経138度58分14秒     | 未舗装道路あり。溶岩流が佐ヶ野川渓谷を形成。 |
| 19              | 小池 こいけ                     | マール          |                | 497m          | 6万4000年前   | 河津町          | 北緯34度47分22秒 東経138度59分22秒     | 南東700mほどに大池マール。 |
| 20              | 大池 おおいけ                   | マール          |                | 約410m        | 6万4000年前   | 河津町          | 北緯34度47分4.6秒 東経138度59分40.5秒  | 北西700mほどに大池マール。 |
| 21              | 丸野山 まるのやま               | スコリア丘      | 玄武岩         | 697m          | 10万3000年前  | 伊豆市          | 北緯34度54分39秒 東経139度1分22秒      | |
| 22              | 鉢窪山 はちくぼやま             | スコリア丘      | 玄武岩         | 674m          | 1万7000年前   | 伊豆市          | 北緯34度51分46秒 東経138度55分44秒     | 溶岩流が浄蓮の滝をつくる。 |
| 23              | 丸山 まるやま                   | スコリア丘      | 玄武岩         | 938m          | 1万7000年前   | 伊豆市          | 北緯34度51分18秒 東経138度56分19秒     | |
| 24              | 皮子平 かわごだいら             | （火口）        | 流紋岩         | 約1090m       | 3200年前      | 伊豆市          | 北緯34度51分43.9秒 東経138度58分58.3秒 | 本火山群で最大級のマグマ噴出量（0.3km3）で最大規模の火口を持つ。火口の北方に分厚い溶岩流と火砕流の痕。火山灰は浜名湖や琵琶湖西岸の比良山地でも確認されている。登山道あり。                                                                                              |
| 25              | 船原 ふなばら                   | スコリア丘      | 玄武岩         | 436m          | 15万3000年前  | 伊豆市          | 北緯34度55分16.3秒 東経138度53分42.9秒 | 3つのスコリア丘が確認されている。溶岩流が山体の南に平坦面をつくる。本火山群で最古の活動。一部で採石されておりスコリア丘の断面が露出する。 |
| 26              | 巣雲山 すくもやま               | スコリア丘      | 玄武岩         | 581m          | 13万1000年前  | 伊豆市          | 北緯35度0分18秒 東経139度2分14秒       | 登山道と展望台あり。 |
| 27              | 長者原 ちょうじゃがはら         | マール          |                | 307m          | 13万1000年前  | 伊豆の国市      | 北緯35度0分31秒 東経139度1分30秒       | |
| 28              | 高塚山 たかつかやま             | スコリア丘      | 玄武岩         | 369m          | 13万1000年前  | 伊豆の国市      | 北緯35度0分59秒 東経138度58分49秒      | 採石のために半分削られ、スコリア丘の断面が露出する。 |
| 河津七滝 出合滝 | 登リ尾南 のぼりおみなみ         | （火口）        | 玄武岩         | 約750m        | 2万5000年前   | 河津町          | 北緯34度48分42.8秒 東経138度56分31.0秒 | 急斜面から噴火したため、現存火山体は不鮮明。溶岩流は火口から1.5km流下したところで河津川に達し、さらにそこから2kmまでの谷間を埋めた。この溶岩流により河津七滝が形成。 |
| 出典            |                                 |                 |                |               |               |                 |                                        | |

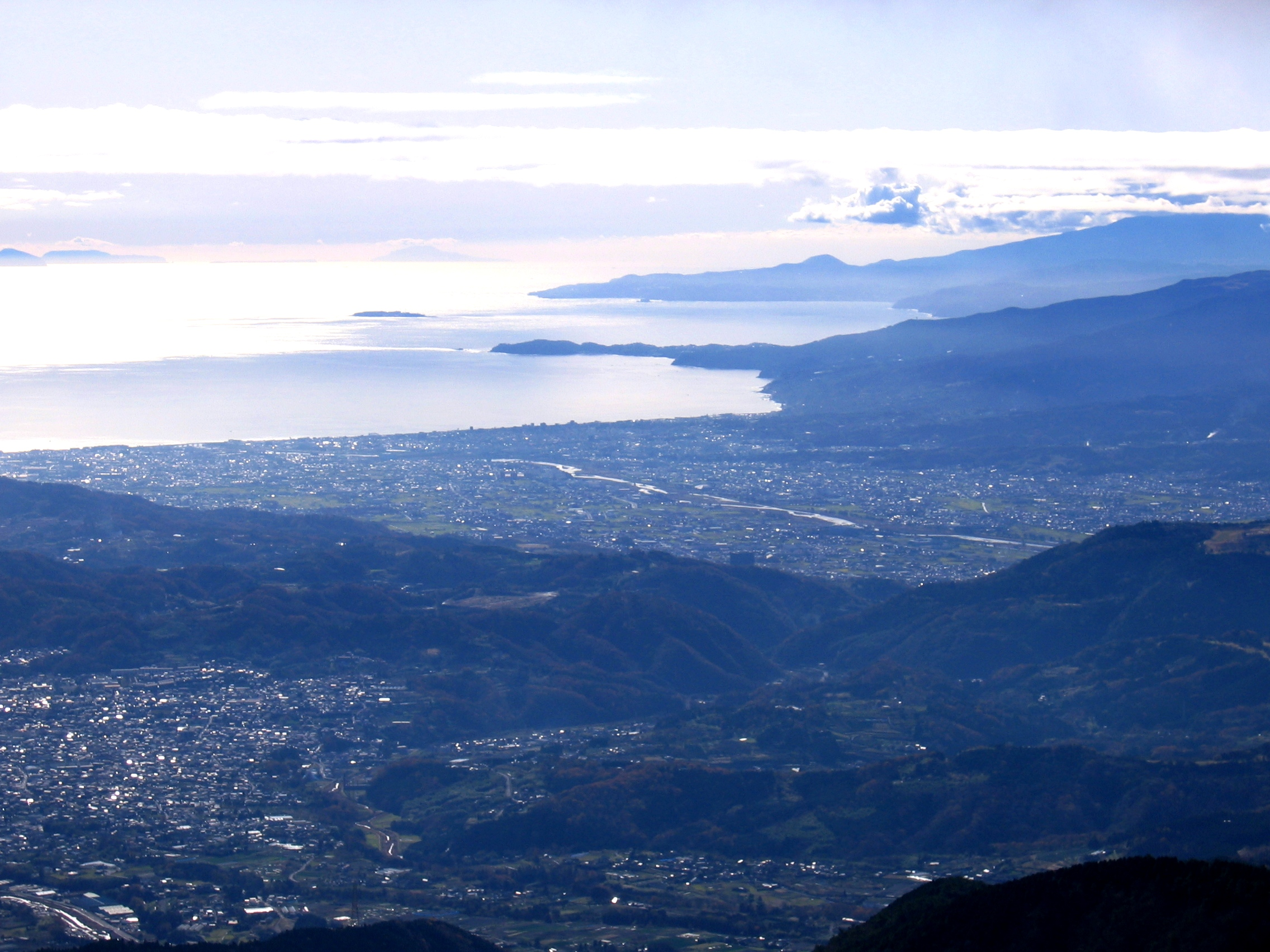
丹沢山地より見た伊豆半島東岸。写真右上の膨らんだ所が大室山。
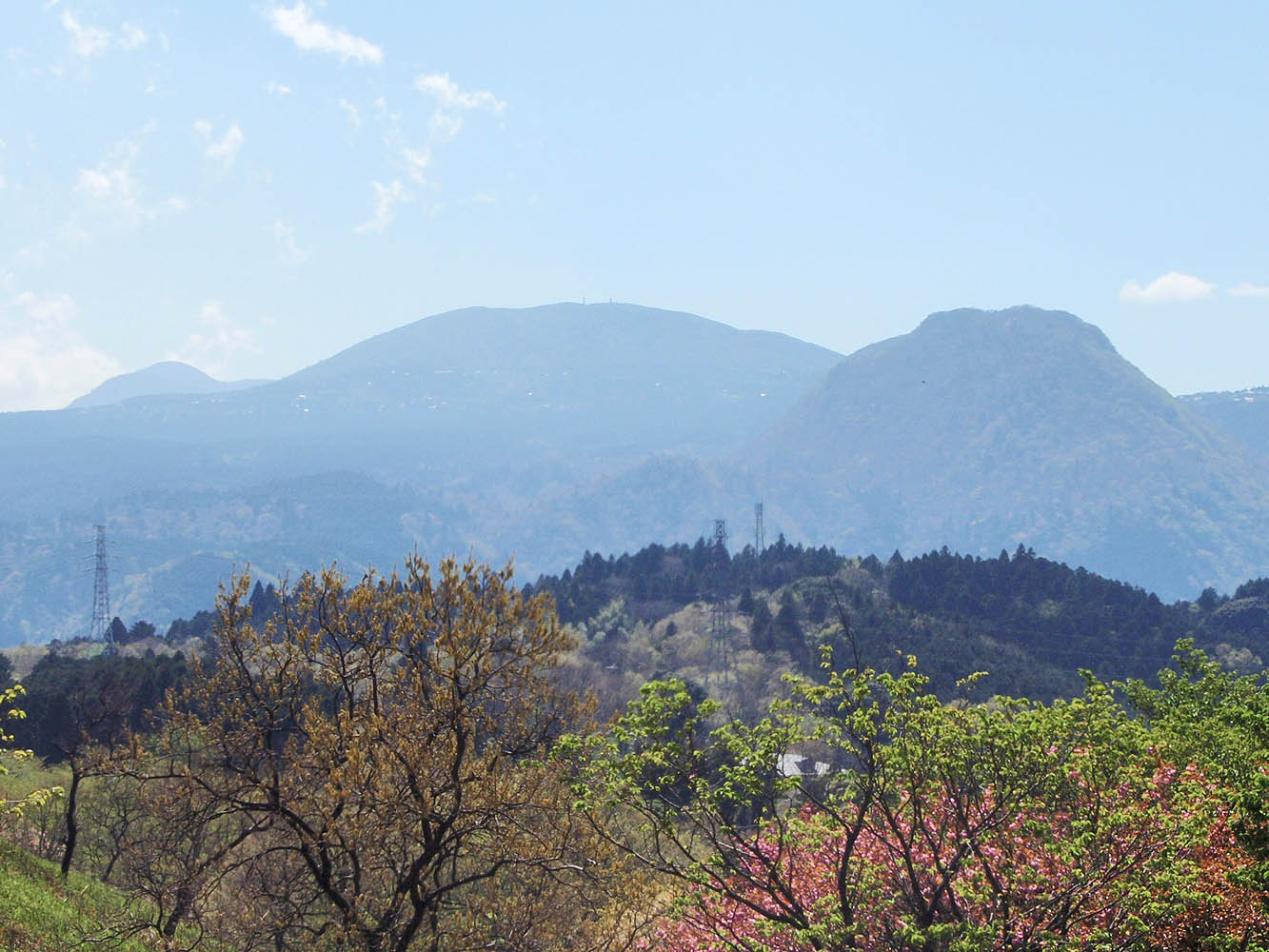
遠笠山（中央）矢筈山（右）

海底下の主な火山地形としては、手石海丘のほかは、西乳ヶ崎海丘、乳ヶ崎海丘、門脇海丘、赤沢海丘、熱川海丘、矢筈出シ、カド山ノ根、六十立などが存在している。このうち、最大の山体は赤沢海丘で、体積は15km3となっている。いずれも詳細な形成年代は不明。